# Jubainville
Jubainville là một xã, nằm ở tỉnh Vosges trong vùng Grand Est của Pháp. Xã này có diện tích 4,33 kilômét vuông, dân số năm 1999 là 68 người. Xã này nằm ở khu vực có độ cao trung bình 320 m trên mực nước biển.

## Biến động dân số
| 1962                                         | 1968 | 1975 | 1982 | 1990 | 1999 | 2006 |
| -------------------------------------------- | ---- | ---- | ---- | ---- | ---- | ---- |
| 47                                           | 71   | 78   | 77   | 89   | 68   | 89   |
| Số liệu từ năm 1962: Dân số không tính trùng |      |      |      |      |      |      |